# Serpolet
Thymus serpyllum
Espèce
Classification phylogénétique
Le Serpolet  ou Thym serpolet (Thymus serpyllum) est une espèce de plantes à fleurs de la famille des Lamiacées appartenant au genre Thymus. C'est un sous-arbrisseau originaire d'Europe et d'Asie.

## Étymologie
Son nom d’espèce dérive, via le provençal, du latin serpyllum qui désignait les thyms rampants (également serpillum et serpullum). Le terme latin vient du grec herpyllos, « ramper », allusion à ses tiges couchées, traçantes qui lui permettent de former des coussins gazonnants.

## Description
C'est une plante aromatique basse, d'environ 10 cm de hauteur, et s'étendant jusqu'à 50 cm de largeur ; elle est tapissante, aux tiges radicantes aux nœuds, aux très petites feuilles opposées ovales ou lancéolées, aux courtes hampes florales dressées. De juin à septembre, son feuillage aromatique vert à reflets pourprés sous le soleil disparaît littéralement sous une nuée de petites fleurs bleues groupées en capitules terminaux, plus carminés dans la variété Coccineus. Après la floraison (juin à octobre) viennent les fruits formés de quatre petits akènes.
C'est une plante des zones ensoleillées, broussailles, prés secs, pâturages d'estive maigres, rochers, dunes, jusqu'à 3 000 m d'altitude.
Elle a des caractéristiques aromatiques assez proches de celles du thym commun, en plus discret et moins complexe. Ses feuilles ont une odeur de citron.

## Culture
C'est une psammophyte tapissante, au feuillage persistant. Sa zone de rusticité se situe entre 4 et 8. Plante couvre-sol, elle empêche les adventices de pousser.
Elle ne doit pas être plantée dans une terre trop riche car c'est dans les sols maigres et secs qu'elle donne le meilleur d'elle-même et répand alors des senteurs de garrigue. Quant à sa multiplication, elle se fait par division des touffes au printemps ou par bouturage estival.

## Propriétés médicinales
Le serpolet est antiseptique et il a des propriétés anti-virales. Il est aussi stomachique, cholérétique, diurétique, expectorant et antispasmodique.
En aromate ou en infusion, c'est un désinfectant des voies digestives souvent utilisé associé au romarin et à la sauge. Il soulage les digestions difficiles. L'infusion de serpolet s'utilisait en bain de bouche en cas d'inflammation des gencives et en gargarisme en cas d'irritation de la gorge ou d'angine.
Mais surtout le serpolet ou des préparations contenant les divers thyms s'utilisent en fumigation pour traiter les rhinites et les sinusites.

## Plante hôte
Le serpolet est une plante mellifère, également hôte des chenilles de plusieurs papillons : la Zygène pourpre (Zygaena purpuralis), l'Eupithécie du Thym (Eupithecia distinctaria), et l'Azuré du serpolet (Phengaris arion).

## Huile essentielle
Thymus serpyllum contient 0,15 à 0,60 % d'essence incolore à jaune, d'odeur semblable à celle de la mélisse et du thym.
Composition de l'huile essentielle :
| Composé             | pourcentage |
| ------------------- | ----------- |
| para-cymène         | 14,20       |
| gamma-terpinène     | 10,43       |
| géraniol            | 11,00       |
| linalol             | 4,56        |
| bornéol             | 2,14        |
| béta-caryophyllène  | 3,11        |
| carvacrol           | 15,36       |
| thymol              | 14,95       |
| acétate de géranyle | 3,93        |

## Symbolique

### Calendrier républicain
- Dans le calendrier républicain, le Serpolet était le nom attribué au 9e jour du mois de prairial[5].